# 安めぐみ
安 めぐみ（やす めぐみ、1981年12月22日 - ）は、日本のタレント、女優である。結婚前の本名は芸名と同じ。
東京都府中市出身。ハーモニープロモーション所属。血液型はA型。

## 来歴
府中市立府中第三小学校、府中市立府中第三中学校に入学後、引っ越しのため府中市立府中第四中学校に転入して卒業。
1999年、集英社『週刊ヤングジャンプ』主催の「第10回YJ全国女子高生制服コレクション」で準グランプリを受賞し、翌年8月23日、シングル「Private Venus」で歌手デビューした。
2002年4月から12月までは、TBS系列『王様のブランチ』にグルメリポーターとして出演した。翌年になると半年間の休業の後、現在の事務所であるハーモニープロモーションに移籍した。
2006年10月25日、リリー・フランキーとのユニット「リリメグ」として「おやすみ」で歌手再デビュー。翌2007年、第1回ブライダルジュエリープリンセスを受賞し、同7月28日公開の『こわい童謡 裏の章』で映画初主演した。

### 私生活
2011年10月8日、かねてから交際していた東貴博と結婚することが報道された。同年12月21日に婚姻届を提出し、コメントを発表した。
2015年3月17日、第1子女児を出産。名前を夫の恩師である萩本欽一に付けてもらい、漢字は夫婦で決めたという。
2023年9月1日、第2子妊娠を発表。2024年1月23日、第2子女児を出産。

## 人物
2006年（平成18年）、「男性が選んだ結婚したいと思う、いいお嫁さんになりそうな女性のタレントランキング」で1位に選ばれた。
兄がいる。
ペットとしてうさぎを飼っている。
資格：温泉ソムリエ、アロマテラピーアドバイザーを所持している。
夫の貴博を夫の持ちネタの名前でもある「東MAXさん」と呼ぶこともある。

## 出演

### テレビ

#### 準レギュラー
- 土曜はナニする!?（2020年4月 - 、関西テレビ）

#### レギュラー（過去）
- BiKiNi（1997年、テレビ東京）
- TOPCAT[注釈 2]（仙台放送） - 第二期TOPCAT Girls・第三期TOPCAT Girls（1999年4月 - 11月、レギュラーアシスタント）
- アイドル2000.com（2000年4月 - 2000年9月、東海テレビ）
- トゥナイト2（2001年1月 - 2002年1月、テレビ朝日）
- 王様のブランチ（2002年4月 - 2002年12月、TBS）
- 熱血!スペシャ中学（2003年9月 - 2006年3月、スペースシャワーTV）
- 内村プロデュース（2003年 - 2006年、テレビ朝日） - 準レギュラーアシスタント
- ぶちぬき（2005年4月 - 2006年3月、テレビ東京）
- DAI安☆BSフジNAVI（2004年6月 - 2006年3月、BSフジ）
- 難問解決!ご近所の底力（2006年4月 - 2007年3月（毎月最終月曜）、NHK総合）
- POP JAM / POP JAM DX.（2006年5月 - 2007年3月、NHK総合）
- シンデレラビューティー（2006年5月 - 2007年3月、BS朝日）
- ピンポン!（2006年10月 - 12月・2007年2月 - 3月、TBS） - 火曜日レギュラー
- ザ・クイズマンショー（2007年10月 - 2008年3月、テレビ朝日） - 準レギュラー
- ハッケン!!（ - 2008年6月、フジテレビ） �- コメンテーター（不定期出演）
- 情報ライブ ミヤネ屋（2007年10月 - 2008年5月、読売テレビ） - 月曜日「ワザあり生活 おちゃのこさいさい」（VTR出演）
- ドリーム・プレス社（2006年8月 - 2009年3月、TBS） - 不定期出演
- おもいッきりDON!第1部　おもいッきりPON!（2009年10月6日 - 2010年3月23日、日本テレビ） - 火曜・「アラサー」枠 レギュラーパネリスト
- チャレンジ!ホビー（2011年3月28日 - 2011年5月30日、 NHK教育）
- PON!（2010年3月30日 - 2012年3月27日、日本テレビ） - 火曜・「アラサー」枠 レギュラーパネリスト（2011年3月28日以降は月曜日レギュラー）
- サイエンスZERO（2007年4月 - 2012年3月、NHK教育→NHK Eテレ）
- ゴゴスマ -GO GO!Smile!-（2013年4月3日 - 2014年9月24日、CBC） - 水曜レギュラー
- カンニングのDAI安吉日! （2006年4月3日 - 2018年3月25日、BSフジ）
- 職人の麺工房（2013年4月 - 、BS朝日） - ナビゲーター
- ぴったんこカン・カン（TBS）
- ビーバップ!ハイヒール（ABC）
- 世界ふれあい街歩き（NHK BSプレミアム）語り

#### ドラマ
- いちばん暗いのは夜明け前 第6話（2005年8月、テレビ東京） - リリイ 役
- 探偵ブギ 第8話（2006年2月、TOKYO MX） - 安めぐみ 役
- 弁護士のくず 第1話（2006年4月、TBS） - 矢賀照代 役
- ジャッジ 〜島の裁判官奮闘記〜（2007年10月 - 11月 、NHK総合） - 水谷恵子 役
- 交渉人〜THE NEGOTIATOR〜（2008年1月 - 2月、テレビ朝日） - 三村留美子 役
- 秘書のカガミ（2008年4月 - 6月、テレビ東京） - 加賀見優 役（主演）
- 天使急便～Reboot～（2008年、BS） - 飯田めぐみ 役（主演）
- 日本史サスペンス劇場（2008年8月6日、日本テレビ） - 月光院 役
- ジャッジII 〜島の裁判官奮闘記〜（2008年10月 - 11月 、NHK総合） - 水谷恵子 役
- RESET 第1話（2009年1月15日、読売テレビ） - 長沢真理 役
- 交渉人〜THE NEGOTIATOR〜スペシャル（2009年2月28日、テレビ朝日） - 三村留美子 役
- ハンチョウ〜神南署安積班〜（TBS） - 山口友紀子 役
  - シリーズ1（2009年4月 - 6月）
  - シリーズ2（2010年1月 - 3月）
  - シリーズ3（2010年7月 - 9月）
  - シリーズ4 〜正義の代償〜（2011年4月 - 6月）
- 交渉人〜THE NEGOTIATOR〜2（2009年10月 - 12月、テレビ朝日） - 三村留美子 役
- 四つ葉神社ウラ稼業 失恋保険〜告らせ屋〜 第2話（2011年4月14日、読売テレビ） - 松田久美子 役
- Answer〜警視庁検証捜査官 第6話（2012年5月23日、テレビ朝日） - 高樹礼子 役
- 土曜ワイド劇場 拘置所の女医2（2013年8月17日、テレビ朝日） - 秋元美沙 役
- 水曜ミステリー9 浅草下町通交番 子連れ巡査の捜査日誌2（2014年6月4日、テレビ東京） - 長谷川貴子 役
- コウノドリ 第3・第4話（2017年10月27日・11月3日、TBS） - 秋野蓮 役

#### CM
- 秋葉原電気まつり（1997年） - 酒井美幸（後の酒井若菜）らと共演。
- 任天堂「マリオパーティー」（1998年）
- 東芝「TEGACKY」（1999年）
- NTTドコモ「ご家族応援割引」（2000年）
- 日糧製パン「爽香」（2002年）
- アコム「宇宙人シリーズ」（2002年）
- アイランドウィズフィールド「アイ・キューピット」（2005年）
- 三洋信販「ポケットバンク」（2005年）
- アサヒ飲料「若武者」（2006年）
- アサヒ飲料「富士山のバナジウム天然水」（2007年）
  - 『玄武岩篇』 （2007年3月7日 - ）
  - 『長い年月篇』 （2007年3月7日 - ）
- 中日本高速道路（NEXCO中日本）「東名集中工事」（2007年）
- グリコ乳業（2008年）
  - 「とろ〜りクリームonプリン」恋愛部『道場篇』
  - 「とろ〜りクリームonカフェゼリー」恋愛部『合宿篇』
- アップガレージ「ハイジャンプ篇」（2008年）
- イオン化粧品「温泉蒸しタオル美容篇」、「美セット篇」（2009年2月 - ）
- 霧島酒造「黒霧島」焼酎（2011年 - ） - 三浦貴大と共演
- ACジャパン「私はしてるよ。」（日本臓器移植ネットワークの支援CM）（2013年）
- ゼンショー「すき家」（2016年）[13]

### ラジオ
- オレたちやってま〜す土曜日よゐこ班（2002年4月 - 2002年9月、MBSラジオ）
- TR2 Wednesday （2003年5月 - 2005年9月、J-WAVE）
- おしゃべりやってまーす火曜日（2003年 - 2005年10月、K'z Station）
- リリメグのオールナイトニッポン（2006年10月26日木曜1部、ニッポン放送）
- 第一興商 PRESENTS Premier DAM SING★SING★PARTY（2010年4月 - 2011年3月、TOKYO FM）
- 霧島リラックスタイム 焼酎ダイニング J-Fairy YASU（2011年4月 - 2020年6月、TOKYO FM）
- よ・み・き・か・せ（2014年4月1日 - 2日、TOKYO FM）

### 映画
- ざけんなよ！（1998年、ミュージアム）OV - 女子高生 役
- 悪魔が棲む家2001（2001年、パル企画）episode1・恵美 役
- 大門浩探検隊 ツチノコ伝説（2001年、ウィズエンタープライズ/クリエイティブアクザ）MAX-391
- 天使急便（2004年、Cinema Cafe）ネットVシネマ
- 深紅（2005年9月、東映） - 奏子の友人A 役
- こわい童謡 裏の章[4]（2007年7月28日公開、東北新社）- 宇田響子 役（主演）
- クラシコ（2010年、メルスクラブ） - ナレーション
- 交渉人 THE MOVIE タイムリミット高度10,000mの頭脳戦（2010年2月11日公開、東映）- 三村留美子 役
- 阪急電車 片道15分の奇跡（2011年、東宝）- 小峰比奈子 役
- くろねこルーシー（2012年、AMGエンタテインメント）- 鴨志田幸子 役

### ゲーム
- シェンムーシリーズ - 原崎望 役

### PV
- サンボマスター「光のロック」（2007年）

### モデル
- オリンパス キャメディアではじめる水中デジカメ入門（文月凉・著、2000年6月30日、マリン企画） ISBN 4-89512-406-1
  - モデルとして（表紙・扉などでB-ismのウェットスーツを着用し登場、なお表紙ではスーツの前後が逆になっている）
- アップガレージ - イメージキャラクター

## 作品

### CD
- 『天然少女EX』 （1999年11月10日発売 east west japan） AMCM-4455 音楽ユニット「天然少女EX」名義。
SONIC DOVEプロデュース。
- Private Venus（2000年8月23日発売 ムーヴ・レコード）
- おやすみ（リリメグ名義で2006年10月25日発売 エピックレコード）

### Video & DVD
- Final Beauty 安めぐみ（2000年10月、竹書房）
- Yes!（2001年7月、竹書房）
- ビーン・ジャム（2001年12月、竹書房）小池祥絵と共演
- Like This（2002年5月、竹書房）
- NUDE VOICE（2003年1月、プロックスジャパン）
- NATURAL BORN HEALER（2005年1月、GPミュージアムソフト）DMSM-5953
- 23 twenty three（2005年3月、ソニーミュージアムソフト）DMSM-2142
- Bon Voyage!（2005年5月、GPミュージアムソフト）DMSM-6170
- Evergreen（2005年7月、フォーサイド・ドット・コム）FDGD-0025
- CLOSE UP（2006年2月、フォーサイド・ドット・コム）
- 大正浪漫（2006年8月、リバプール）LPDD-26
- VENUS（2007年2月、竹書房）
- digi+KISHIN DVD（2007年12月、小学館）
- めぐみ日和（2008年4月、フォーサイド・ドット・コム）
- 癒しノススメ（2008年5月、リバプール）
- 安めぐみ DVD-BOX（2008年8月、フォーサイド・ドット・コム）
- セルフディフェンス&ビューティ 美の護身術（2009年6月、バップ）

### 写真集
- Sorry!（ソーリー）（2000年5月、ぶんか社、撮影：SHOWN）ISBN 482112338X
- Bean Jam（2001年11月、竹書房、撮影：木原伸幸）ISBN 4-8124-0806-7・・・共演：小池祥絵
- Like This（2002年4月20日、竹書房、撮影：瀬古正二）ISBN 4-8124-0886-5
- 23 (twenty three)（2005年3月22日、学習研究社、撮影：井ノ元浩二）ISBN 4-0540-2705-9
- Meguming（2006年3月14日、ワニブックス、撮影：尾形正茂）ISBN 4-8470-2924-0
- Over Three Days（2006年9月、ソニー・マガジンズ、撮影：谷口尋彦、斉藤誠、JFKK）ISBN 4-7897-2935-4
- VENUS（2007年2月23日、竹書房、撮影：渡辺達生）ISBN 4-8124-3042-9
- あれから（2007年12月、小学館、撮影：digi+KISHIN）ISBN 4-0939-4594-2
- ミラージュ （2010年2月20日、ワニブックス、撮影：中村昇）ISBN 978-4-8470-4248-5
- 内緒（2010年11月25日、講談社、撮影：谷口尋彦）ISBN 978-4-06-352820-6
- 月刊NEO 安めぐみ（あの魅惑の体、ただならぬ色気、安めぐみに触れたい!）（2011年9月29日、イーネット・フロンティア、撮影：鶴田直樹）ISBN 978-4862058478
- Sweet Dreams（2011年11月28日、ワニブックス、撮影：渡辺達生）ISBN 978-4847044144

### デジタル写真集
- 癒しノススメ（2010年6月、リバプール　撮影：サトウ テツオ）
- 「インターネット篠山紀信 S BOOK　安めぐみ」（小学館、50枚）

### エッセイ
- まるでいこう がんばりすぎてるひとへ（2010年7月1日、講談社）ISBN 4-0621-6125-7